# Socza
Socza (słoweń. Soča, wł. Isonzo) – rzeka przepływająca przez Włochy i Słowenię, wypływa z Alp Julijskich i uchodzi do Zatoki Weneckiej koło Monfalcone. Długość – około 136 km. Nad Soczą leżą Kobarid i Nova Gorica po stronie słoweńskiej oraz Gorycja i Monfalcone po stronie włoskiej.

## Historia
W marcu 1500 roku Leonardo da Vinci sporządzał dla weneckiego senatu plany ufortyfikowania tej rzeki na wypadek tureckiego najazdu.
W czasie I wojny światowej w dolinie rzeki Soczy oraz w jej otoczeniu toczyły się niezwykle zacięte walki z wykorzystaniem wielkiej liczby żołnierzy, artylerii i środków technicznych. Zginęły lub odniosły rany dziesiątki tysięcy żołnierzy, a Socza określana jest często mianem „drugiego Verdun”. Stroną atakującą byli Włosi, dowodzeni przez gen. Luigiego Cadornę. Broniły się oddziały austro-węgierskie, złożone głównie ze Słoweńców, Chorwatów, Austriaków, Węgrów i w niezbyt dużej liczbie również Polaków. Dowództwo włoskie sądziło, że dzięki dwukrotnej przewadze liczebnej w ludziach, artylerii i innym sprzęcie uda się w potężnej ofensywie przełamać austriacką obronę w dolinie rzeki oraz w otaczających ją górach, a następnie wyjść na płaskowyże bardziej sprzyjające manewrowym działaniom wojennym. Wyraźnie słabsze siły austro-węgierskie (głównym ich polem działań był front rosyjski) musiały ograniczyć się do obrony. Dowodzący nimi gen. Svetozar Boroević von Bojna, jak siebie sam określał „prawosławny Chorwat”, potrafił, mimo słabości liczebnej, znakomicie wykorzystać naturalne warunki górskie, co zapewniało wysoką skuteczność walk defensywnych prowadzonych przez podległe mu oddziały. W rezultacie jedenastu kolejnych bitew nad Soczą (1915–1917) Włochom, kosztem ogromnych strat, udało się opanować jedynie niewielkie obszary przygraniczne. W XII bitwie zwanej bitwą pod Caporetto Austriacy wspomagani przez niemiecką 14 Armię w niespodziewanym ataku przełamali front, powodując wielką klęskę armii włoskiej i przesunięcie linii frontu o prawie 200 km nad rzekę Piawę, przepływającą niedaleko Wenecji. Jeszcze dzisiaj słowo caporetto stanowi w języku włoskim synonim totalnej klęski i katastrofy.